# Carta de los Verdes Mundiales
La Carta de los Verdes Mundiales es un documento redactado y firmado por 800 delegados de partidos verdes de 72 países de todo el planeta a raíz del primer encuentro para organizarse a nivel mundial en Canberra (Australia), en el mes de abril de 2001.
Los partidos y los movimientos sociopolíticos firmantes definen los principios interdependientes del movimiento verde y se comprometen a trabajar para organizarse a nivel global como Global Greens (Global Verde).
También detalla la postura de las líneas generales principales de acción política (democracia, equidad, cambio climático y energía, diversidad biológica, sustentabilidad económica, derechos humanos, alimentación y agua, planificación a largo plazo, paz y actuación global).
Los principios sobre los que se construye la carta son los siguientes:

## La sabiduría ecológica
Reconocemos que los seres humanos son parte del mundo natural y respetamos los valores específicos de todas las formas de vida, incluyendo a las especies no humanas.
Reconocemos la sabiduría de los pueblos indígenas del mundo, como guardianes de la tierra y de sus recursos.
Reconocemos que la sociedad humana depende de los recursos ecológicos del planeta, y debe asegurar la integridad de los ecosistemas y preservar la diversidad biológica y la capacidad de recuperación de los sistemas en los que se apoya la vida.
Esto requiere:
- que aprendamos a vivir dentro de los límites ecológicos y de los recursos del planeta.
- que protejamos la vida de las plantas y de los animales, y la vida en sí misma que es mantenida por los elementos naturales: la tierra, la agua, el aire y el sol.
- donde nuestros conocimiento sean limitados, que apliquemos el principio de precaución, a fin de asegurar la abundancia continuada de los recursos del planeta para las generaciones presentes y futuras.

## La justicia social
Afirmamos que la llave para la justicia social es la distribución equitativa de los recursos sociales y naturales, tanto localmente como globalmente, para satisfacer incondicionalmente las necesidades humanas básicas, y para asegurar que todos los ciudadanos gozan de oportunidades plenas para su desarrollo personal y social.
Declaramos que no hay justicia social sin la justicia ambiental, y ninguna justicia ambiental sin la justicia social.
Esto requiere:
- una organización justa del mundo y una economía mundial estable que cierre la brecha cada vez mayor entre ricos y pobres, tanto dentro de los propios países como entre distintos países; que equilibre el flujo de recursos desde el Sur al Norte; y que levante la carga de deuda que pesa sobre los países pobres y que impide su desarrollo.
- la erradicación de la pobreza, como imperativo ético, social, económico, y ecológico.
- la eliminación de analfabetismo.
- una nueva visión de ciudadanía construida sobre la igualdad de derechos para todos los individuos, independientemente de su género, raza, edad, religión, clase, origen étnico o nacional, orientación sexual, discapacidad, riqueza o salud.

## La democracia participativa
Aspiramos a una democracia en la que todos los ciudadanos tengan el derecho a expresar sus puntos de vista, y tengan la posibilidad de participar directamente en las decisiones ambientales, económicas, sociales y políticas que afecten a sus vidas; para que el poder y la responsabilidad se concentren en las comunidades locales y regionales, y dirigir hacia otras instancias únicamente las que esencialmente correspondan a más altas esferas de gobierno.
Esto requiere:
- el fortalecimiento individual mediante el acceso a toda la información pertinente requerida para la toma de cualquier decisión, y acceso a la educación para permitir participar a todos.
- romper las desigualdades de riqueza y poder que inhiben la participación.
- la construcción de instituciones de base que permitan que se tomen las decisiones directamente en el nivel apropiado, por los propios afectados, basándose en sistemas que fomentan vitalidad cívica, la acción voluntaria y la responsabilidad comunitaria.
- apoyar fuertemente para dar a la gente joven una voz, educándolos, animándolos y asistiéndolos para que se involucren en todos los aspectos de vida política incluyendo su participación en todos los órganos de decisión.
- que todos los representantes elegidos se comprometan con los principios de diafanidad, la confianza, y responsabilidad en el gobierno.
- que todos los sistemas electorales sean transparentes y democráticos, y que esto sea impuesto por ley.
- que en todos los sistemas electorales, cada adulto tenga derecho a un voto igual.
- que todos los sistemas electorales estén basados en la representación proporcional, y todas las elecciones se respalden con límites estrictos sobre la publicidad, y la total diafanidad sobre las dádivas corporativas y privadas.
- que todos los ciudadanos tengan el derecho a ser miembro del partido político de su elección dentro de un sistema de multipartido.

## La no violencia
Declaramos nuestro compromiso con la no violencia y nos afanamos en el logro de una cultura de paz y cooperación entre los estados, dentro de las propias sociedades y entre los individuos, como base de la seguridad global.
Creemos que esa seguridad no debería descansar fundamentalmente sobre la fuerza militar sino sobre la cooperación, sobre un desarrollo económico y social solvente, sobre la seguridad ambiental, y el respeto a los derechos humanos.
Esto requiere:
- un concepto integrado de seguridad global, que de prioridad a los aspectos sociales, económicos, ecológicos, psicológicos y culturales del conflicto, en vez de un concepto basado principalmente en los balances de poder militar.
- un sistema global de seguridad capaz de prevenir, gestionar y solucionar conflictos.
- la eliminación de las ocasiones de guerra por medio de la comprensión y el respeto a las otras culturas, erradicando el racismo, promocionando la libertad y la democracia, y erradicando la pobreza a nivel planetario.
- perseguir como objetivo el desarme general y completo incluyendo acuerdos internacionales para asegurar una prohibición completa y definitiva de las armas nucleares, biológicas y químicas, las minas antipersona y las armas de uranio empobrecido.
- fortalecer a las Naciones Unidas (ONU) como la organización global de gestión de conflictos y pacificación.
- perseguir el logro de un código riguroso de conducta sobre las exportaciones de armas a países donde se violen los derechos humanos.

## El desarrollo sustentable
Reconocemos el alcance limitado para la expansión material de la sociedad humana dentro de la biosfera, y la necesidad mantener la diversidad biológica mediante el uso sostenible de los recursos renovables y el uso responsable de los recursos no renovables.
Creemos que para lograr la sostenibilidad, y a fin de satisfacer las necesidades de las generaciones presentes y futuras con los recursos finitos de la tierra, debe frenarse y revertir la tendencia al crecimiento continuo del consumo, la población y la inequidad material a nivel planetario.
Reconocemos que la sostenibilidad no será posible mientras persista la pobreza.
Lo que requiere:
- asegurar que los ricos limiten su consumo para permitir a los pobres disponer de su justa parte de los recursos de la tierra.
- redefinir el concepto de riqueza, para enfocarlo en la calidad de vida más que en la capacidad para el sobre-consumo.
- crear una economía mundial cuyo objetivo sea satisfacer las necesidades de todos, no la concupiscencia de unos; y que permita a la generación actual satisfacer sus necesidades propias, sin comprometer que la capacidad de futuras generaciones para satisfacer las suyas.
- eliminar las causas que ocasionan el crecimiento de la población asegurando la estabilidad económica, y dando acceso a la salud y a la educación básica a todos; dando a hombres y mujeres mayor control sobre su fertilidad.
- redefinir los papeles y responsabilidades de las corporaciones transnacionales a fin de que apoyen los principios de desarrollo sostenible.
- establecer mecanismos para gravar, así como también regular, los flujos financieros especulativos.
- asegurar que los precios de mercado de las mercancías y los servicios incorporan totalmente los costos ambientales de su producción y consumo.
- lograr mayor eficiencia en el uso de la energía y de los recursos, desarrollando y usando tecnologías medioambientalmente sostenibles.
- alentar la confianza en la personalidad local para que alcance el más alto grado de dignidad para satisfacción de las comunidades.
- reconocer el papel clave de la cultura de la juventud y alentar una ética de la sostenibilidad dentro de esa cultura.

## El respeto por la diversidad
Honramos la diversidad cultural, lingüística, étnica, sexual, religiosa y espiritual dentro del contexto de responsabilidad individual hacia todos los seres.
Defendemos el derecho de todas las personas, sin discriminación, a un medio ambiente que garantice su dignidad, salud corporal, y bienestar espiritual.
Promocionaremos la construcción de relaciones respetuosas, positivas y responsables sobre las líneas de discordia en el espíritu de una sociedad multicultural.
Esto requiere:
- el reconocimiento de los derechos de pueblos indígenas a los medios básicos de su supervivencia, económicos y culturales, incluyendo los derechos sobre su tierra y a la autodeterminación; y el reconocimiento de su contribución al patrimonio común de cultura nacional y global.
- el reconocimiento de los derechos de minorías étnicas a desarrollar su cultura, religión e idioma sin discriminación, y a la plena participación legal, social y cultural en el proceso democrático.
- el reconocimiento y respeto a las minorías sexuales.
- la igualdad entre mujeres y hombres en todas las esferas de vida social, económica, política y cultural.
- la involucración significativa de la cultura de la juventud como una contribución valiosa a nuestra visión Verde, y el reconocimiento de que la gente joven tiene modos y necesidades distintas de expresión.